# ثنائي الذقن
ثنائي الذقن (الاسم العلمي: Diplopogon)، جنس من النباتات الأسترالية تتبع فصيلة النجيلية. وصفت لأول مرة في عام 1810 بواسطة روبرت براون. اعتبارًا من عام 2017، تشمل فقط على نوع واحد، Diplopogon setaceus، الموجود في جنوب غرب أستراليا. إنه مشابه لجنس متقابل الذقن، والفرق الوحيد هو قنابة الشوكة.
ينمو في المناطق الرطبة موسميًا والمستنقعات والمجاري المائية من منطقة نانوب إلى ألباني. يزهر في الربيع وأوائل الصيف برأس رمادي من عدة سنيبلات